# National Business Review
National Business Review (ou NBR) é um jornal semanal nacional da Nova Zelândia e publicação on-line voltada para o setor de negócios.
O empresário Barry Colman foi o editor do NBR por 24 anos, depois de comprá-lo da John Fairfax & Sons na década de 1980. Ele o vendeu para Todd Scott em 2012.
O site da publicação possui um modelo de paywall, no qual empresas e assinantes individuais pagam para acessar determinado conteúdo. Em junho de 2016, o NBR tinha mais de quatro mil assinantes pagantes.
O NBR lançou uma plataforma de rádio online em março de 2015, a NBR Radio, e, no início de 2017, lançou uma plataforma de vídeo, a NBR View, liderada pelas apresentadoras Susan Wood e Simon Dallow.
Tem jornalistas baseados em Auckland e Wellington.
A publicação produz uma Rich List anual com a riqueza estimada dos neozelandeses mais ricos.